# Il mercato dei limoni
The Market for Lemons: Quality Uncertainty and the Market Mechanism è un articolo del 1970 scritto dall'economista statunitense George Akerlof. Nel suo contributo, l'autore esemplifica le condizioni di asimmetria informativa nel mercato, in particolare quando il venditore gode di una maggiore quantità d'informazioni sul bene proposto all'acquirente.
Akerlof, Michael Spence e Joseph Stiglitz hanno ricevuto, congiuntamente, il Premio Nobel per l'economia nel 2001 per la loro ricerca sull'asimmetria d'informazioni.

## Introduzione: l'asimmetria informativa
L'articolo di Akerlof descrive come l'interazione fra una qualità eterogenea dei prodotti offerti e un'asimmetria informativa tra gli attori coinvolti conduca alla scomparsa di un mercato, le cui garanzie non sono definite. Nel modello descritto, presupposto che la qualità dei prodotti non possa essere valutata dall'acquirente (a causa dell'asimmetria informativa), il venditore è incentivato a proporre beni di bassa qualità spacciandoli come di qualità elevata.
L'acquirente, d'altro canto, tiene in considerazione questo comportamento del venditore e stabilisce che l'effettiva qualità del bene proposto resti sconosciuta. Sarà valutata solo la qualità media del bene. Ciò sta a significare che tutti quei prodotti il cui livello qualitativo è sopra la media saranno esclusi dal mercato. Questo comportamento si ripete finché non si raggiunge un equilibrio del non scambio.
La conseguenza del meccanismo descritto nell'articolo è che i mercati, nelle situazioni in cui la qualità è un dato incerto, cessano definitivamente di esistere. Fra gli esempi rientra quello del mercato delle auto usate, la mancanza di mercati ufficiali di credito per i paesi in via di sviluppo e l'indisponibilità di assicurazioni sanitarie per gli anziani (in assenza di programmi governativi).
Gli attori di un dato mercato non seguono, tutti, le stesse regole per valutare la qualità dei prodotti. I venditori, quindi, godono di un netto vantaggio, perché possono offrire prodotti di bassa qualità ai segmenti di clientela meno informati nonostante, complessivamente, il mercato riconosca livelli soddisfacenti di qualità ed abbia ragionevoli garanzie di certezza. Questo comportamento rientra nell'espressione latina Caveat emptor, che significa "Il compratore stia attento!".
È ironico pensare che non esista il pericolo reciproco di un mercato che collassi in questo modo quando l'asimmetria è in favore del compratore, vale a dire quando il cliente è in grado di valutare in modo più accurato la qualità dei prodotti rispetto al venditore. In questo caso prevalgono le normali forze della domanda e dell'offerta, i venditori saranno pagati al prezzo più alto mentre il mercato tenderà ad eliminare quei prodotti il cui prezzo è superiore alla qualità effettiva. Ciò è quanto sta alla base della massima: "un consumatore informato è un consumatore migliore". Un esempio di quanto illustrato può essere la percezione soggettiva della qualità dell'alta cucina e dei vini (al di là dei problemi di salubrità dei cibi e della loro freschezza). Il singolo consumatore sa bene cosa preferisce mangiare e la qualità, nei locali di classe, è quasi sempre valutata da assaggi concessi prima del consumo e del pagamento. Comunque, una definizione di 'massima qualità' attribuita al cibo e al vino elude i ristoratori, per cui esiste una grande varietà di ristoranti che offre una migliore qualità ed un prezzo più elevato.

## Auto usate: un "mercato dei bidoni/limoni"
Akerlof esemplifica le conseguenze dell'asimmetria informativa con il caso del mercato delle auto usate. Il mercato offre sia auto usate in buono stato sia auto in cattive condizioni (dei "bidoni" o, nel gergo americano, "limoni"). La persona interessata all'acquisto non conosce nulla in anticipo, né se l'auto è buona, né se l'auto è un bidone. L'ipotesi migliore sulla quale si baserà l'acquirente è che l'auto sia di media qualità, per cui sarà disposto a pagarla il giusto prezzo per un'auto di media qualità.
Il proprietario di un'auto di qualità elevata, quindi, non riuscirà a venderla ad un prezzo così elevato da ritenere conveniente la vendita. Di conseguenza, i proprietari di auto in buono stato non cercheranno di piazzare i propri beni sul mercato delle auto usate. Il ritiro dei mezzi buoni riduce il livello qualitativo medio delle auto presenti nel mercato, determinando una revisione al ribasso delle aspettative sulla qualità delle auto da parte dei compratori. A loro volta, i proprietari di auto moderatamente buone decideranno di abbandonare il mercato, e via discorrendo. Il risultato è che in un mercato nel quale si riscontra asimmetria informativa nei confronti della qualità, mostra caratteristiche simili a quelle descritte dalla Legge di Gresham: il cattivo costringe il buono ad allontanarsi.
- Supponiamo di poter usare un numero q per indicare la qualità di un'auto usata, dove q è uniformemente distribuita nell'intervallo [0,1]. La qualità media di un'auto usata sul mercato è pertanto uguale a 1/2.
- Ci sono innumerevoli acquirenti in cerca di un'automobile che sono pronti a pagare il prezzo di (3/2)q per auto la cui qualità è q. Ci sono inoltre commercianti pronti a vendere auto di qualità q a prezzi q. Se la qualità potesse essere osservabile, il prezzo delle auto usate si troverebbe quindi tra un valore q e (3/2)q, le auto sarebbero vendute e tutti risulterebbero più soddisfatti.
- Se la qualità di un'automobile non è osservabile dagli acquirenti, allora ad essi sembrerà ragionevole stimare la qualità di un'auto offerta definendo una qualità media di tutte le automobili. Sulla base di questa valutazione, la disponibilità a pagare per qualunque auto ricevuta sarà uguale a (3/2)(q_avg), dove q_avg sta per la qualità media di automobile.
- Supponiamo ora che il prezzo di equilibrio del mercato sia un certo prezzo p dove p>0. A questo prezzo tutti i proprietari di auto con qualità inferiore a p vorranno vendere la loro auto. Poiché la qualità è distribuita uniformemente tra 0 e p, la qualità media delle auto in vendita al prezzo p sarà solamente p/2.
- Sappiamo che per un'auto di qualità p/2, gli acquirenti saranno disposti a pagare solo (3/2)(p/2) = (3/4)p. Perciò al prezzo p nessuna automobile potrà essere venduta (perché (3/4)p < p). Poiché p è un prezzo arbitrario, è dimostrato che non sarà venduta nessuna auto a qualsiasi prezzo non negativo. Il mercato delle auto usate collassa nel caso di asimmetria informativa.

George E. Hoffer e Michael D. Pratt dicono che la letteratura economica è divisa sull'effettiva esistenza di un mercato dei bidoni (limoni) per le auto usate. La ricerca degli autori supporta l'ipotesi che provvedimenti come i "fondi per difetti noti" ("known defects provisions"), introdotti da alcuni Stati del Nord America (es. Wisconsin) per regolare le vendite delle auto usate sono risultati inefficaci, in quanto la qualità dei veicoli usati in questi stati non si è dimostrata migliore di quella negli stati vicini dove non si è adottata questa particolare politica di protezione per il consumatore.
Importante sottolineare inoltre che Akerlof indica anche dei correttivi possibili per ripristinare il buon funzionamento del mercato o meglio per contrastare gli effetti dell'incertezza nella qualità, essi sono quattro: le garanzie, il buon nome del marchio, le catene (catene di hotel o ristoranti per esempio), le licenze e/o le abilitazioni (medici, avvocati, ingegneri, ecc.).